# Purwarahayu
Purwarahayu is een bestuurslaag in het regentschap Tasikmalaya van de provincie West-Java, Indonesië. Purwarahayu telt 6203 inwoners (volkstelling 2010).